# Aptonyme

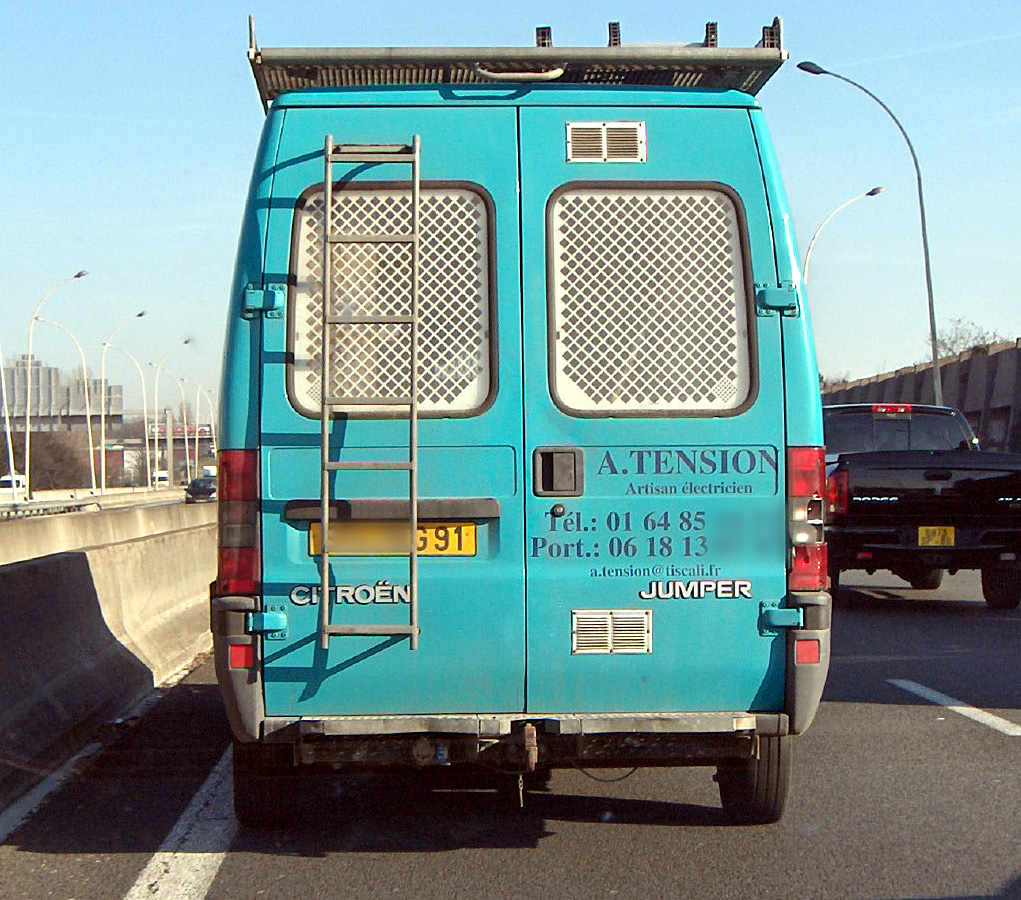
A. Tension, aptonyme d'un électricien basé sur le nom de famille.

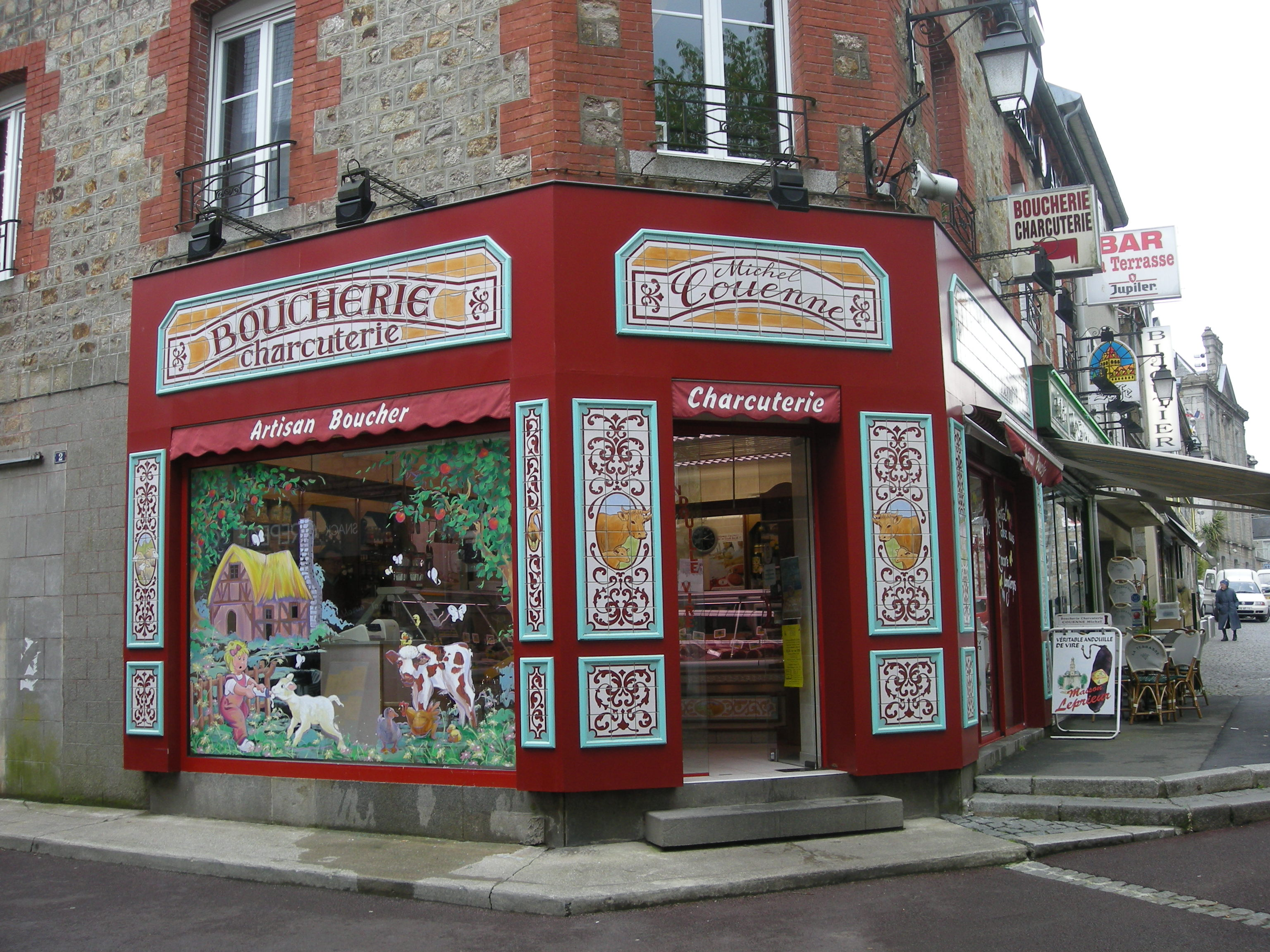
Michel Couenne, boucher à Villedieu-les-Poêles (Manche, Normandie).

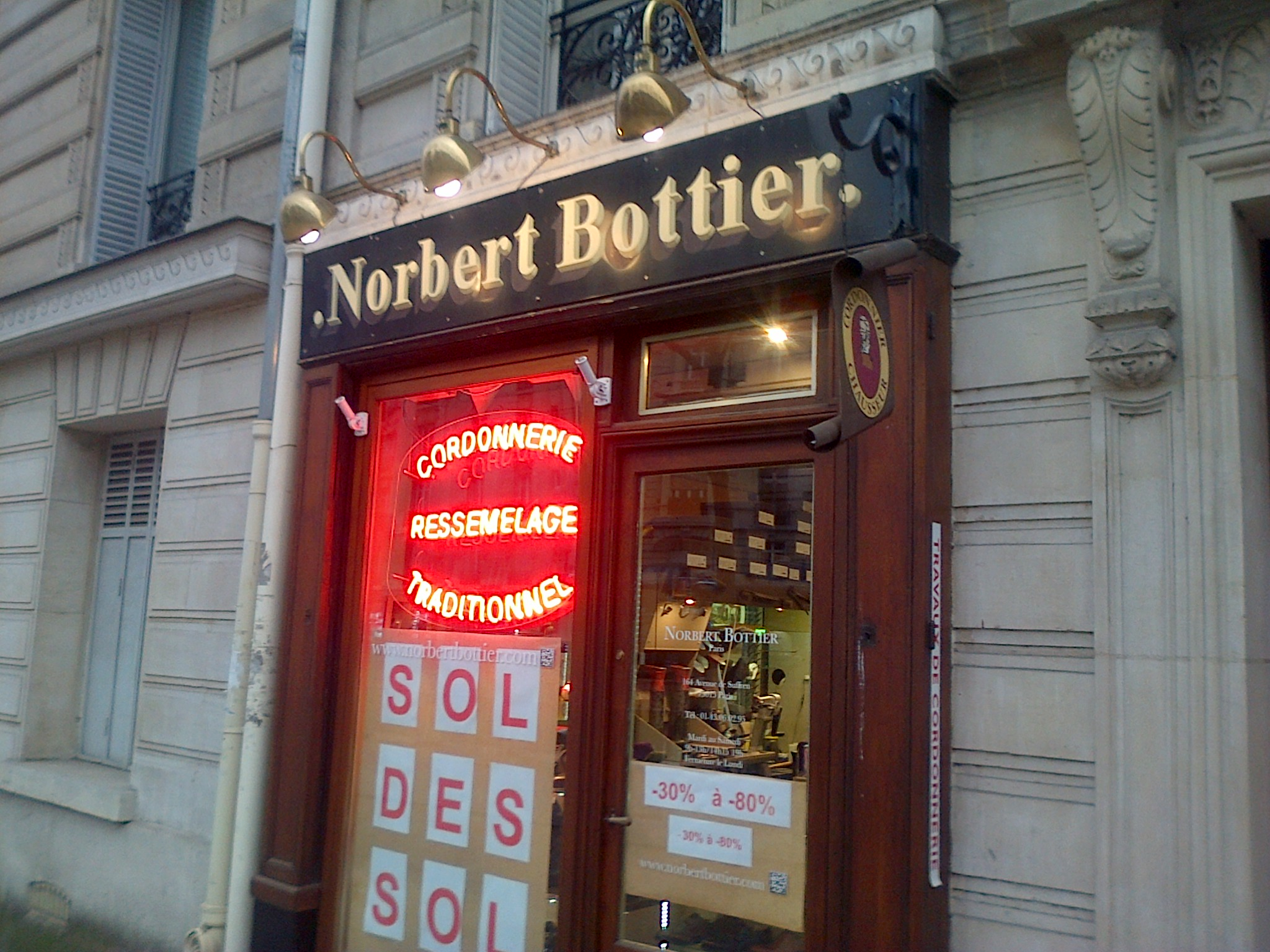
Norbert Bottier, cordonnier à Paris.

Armoiries parlantes du pape Benoît XV, né Giacomo della Chiesa (« de l’Église »).

Un aptonyme (néologisme formé de l'adjectif apte « approprié », et du suffixe -onyme « nom ») est un nom de famille ou un prénom possédant un sens lié à la personne qui le porte, le plus souvent en relation avec son métier ou ses occupations.

## Origine du terme
Le terme aptonym est attesté depuis 1992 en langue anglaise.
Le terme aptonyme est popularisé par André Bougaïeff, professeur à l'Université du Québec à Trois-Rivières.
Il est forgé sur les mots « apte » (approprié, qui convient) et « onyme » (le nom), selon la définition donnée par le Grand Dictionnaire terminologique de l'Office québécois de la langue française.
Des exemples connus d'aptonymes sont les frères Lumière, inventeurs du cinéma (activité qui exige des projecteurs), Alexander Graham Bell, inventeur du téléphone (bell signifie en anglais cloche, sonnette) ou Charles de Gaulle, chef de l’État français dont la zone géographique correspond approximativement à celle de la Gaule dans l’Antiquité.
Les romains croyaient que le destin était indiqué dans le nom de la personne et utilisaient le dicton nomen est omen, thème se retrouvant notamment dans le théâtre de Plaute. De façon contemporaine, l'hypothèse de déterminisme nominatif suppose que les personnes ont tendance à graviter vers des domaines de travail qui correspondent à leurs prénoms et/ou noms de famille,.

## Exemples d’aptonymes
- Caroline Aigle, première femme pilote de chasse de l'armée de l'air française[8];
- David Alerte, sprinteur ;
- Dylan Armstrong, lanceur de poids canadien (Arm strong, mot anglais qui signifie « bras fort » en français) ;
- Marcel Aubut, propriétaire de la franchise de hockey des Nordiques de Québec ;
- Éric Aumonier, évêque catholique de Versailles ;
- Alan Ball, footballeur anglais ;
- Les frères LaMelo, LiAngelo et Lonzo Ball, tous trois basketteurs professionnels ;
- Michael Ball, footballeur anglais ;
- Montee Ball, joueur de football américain (running back, joueur qui porte la balle pour courir lors de la phase d'attaque) ;
- Georges de Beauregard, producteur de cinéma ;
- Narcisse-Fortunat Belleau, qui a doté la ville de Québec de son réseau d'aqueduc ;
- Benoît XV, Pape, né Giacomo della Chiesa (« Jacques de l’Église ») ; il portait d’ailleurs une église dans ses armoiries.
- André Boisclair, ancien ministre québécois de l'Environnement et de l'Eau ;
- Raphaële Billetdoux, journaliste et femme de lettres[4] (le billet étant un court écrit de journaliste, qui peut être doux à titre privé) ;
- Élisabeth Borne, ancienne ministre des Transports en France (en référence aux bornes kilométriques le long des routes françaises) ;
- Doug Bowser, président de Nintendo US (alors que Bowser est le principal antagoniste de Mario dans les jeux Nintendo) ;
- Russell Brain, neurologue britannique (brain, mot anglais signifiant « cerveau » en français) ;
- Samuel Bronfman, distilleur canadien (בראָנפֿן - bronfn, mot yiddish signifiant « whisky », « alcool distillé »  en français);
- Gilles Carrez, homme politique français auteur de la loi française éponyme imposant de mesurer, lors d'une vente, la surface privative d'un logement (en mètres carrés) ;
- Raniero Cantalamessa, prêtre italien (« chante la messe »);
- Dimitri Champion, coureur cycliste, champion de France sur route en 2009[8];
- Thierry Champion, joueur de tennis ;
- Jean-Louis Cheminée, volcanologue ;
- Jean-Louis Chrétien, théologien catholique français ;
- Henri Cochet, joueur de tennis ;
- Christopher Coke, baron de la drogue jamaïcain ;
- Bérangère Couillard, ministre déléguée à l'Égalité femmes-hommes;
- Édith Cresson, ancienne ministre de l’Agriculture[9] française ;
- Robert Courts, avocat et député britannique (en anglais court, au pluriel courts, signifie « cour ») ;
- Léon Delfosse, mineur ;
- Jacques Delors, ministre de l'Économie français ;
- Émile François Dessain, peintre français ;
- Arnaud Démare, coureur cycliste français ;
- Marc Dufumier, agronome à AgroParisTech ;
- Félix Dujardin, botaniste français ;
- Joseph Durocher, géologue[8];
- Laurence Épée, épéiste française ;
- Elsa Faucillon, députée communiste des Hauts-de-Seine[10] (la faucille étant l'un des symboles, avec le marteau, des partis communistes au XXe siècle à travers le monde) ;
- Ian Foote, arbitre de football ;
- Amédée François Frézier, explorateur et botaniste français ayant introduit en France une espèce chilienne de fraisier ;
- Olivier Fric, consultant en énergie mis en examen pour blanchiment d'argent ;
- François Gabart, navigateur (une gabare est une embarcation)
- Geneviève Gambillon, coureuse cycliste française ;
- Alexander Garden, botaniste écossais du XVIIIe siècle ;
- Mickaël Gelabale, joueur de basket-ball français[9] (prononcer « j’ai la balle » en français) ;
- Daniel Green, militant environnementaliste membre du Parti vert du Canada (green signifie « vert » en anglais) ;
- Étienne Green, gardien de but à l'AS Saint-Etienne, dont les joueurs sont surnommés « les Verts » ;
- Jean-Baptiste Gros, rugbyman évoluant au poste de pilier
- Robert Grossetête, philosophe ;
- Pascal Häusermann, architecte (en allemand, Haus Mann pourrait se traduire par « l'homme des maisons ») ;
- Le baron Haussmann, qui a dirigé la rénovation de la ville de Paris sous le Second Empire (voir Häusermann ci-dessus) ;
- Lynn Hill, grimpeuse (en anglais, hill signifie colline) ;
- John A. Hunter, chasseur professionnel (en anglais, hunter signifie chasseur) ;
- Igor Judge, chef juge en Angleterre ;
- Gérald Cyprien Lacroix, archevêque catholique de Québec ;
- Serge Lagauche, sénateur français, membre du Parti socialiste ;
- Claude Lagoutte, artiste peintre ;
- Sonja Lang, linguiste ayant créé une langue, le toki pona ;
- Armand Laurienté, joueur de football au Football Club de Lorient de 2020 à 2022 ;
- Josée Lavigueur, présentatrice télévisée spécialiste en éducation physique ;
- Daniel Lavoie, chanteur[4];
- Boris Lemaire, maire de Questembert ;
- Jean-Michel Lemétayer, président de la Fédération nationale des syndicats d'exploitants agricoles (un métayer étant un agriculteur non propriétaire de ses terres) ;
- Thierry Le Luron, humoriste ;
- Augustus Le Plongeon, archéologue ayant théorisé l'existence du continent englouti de Mu ;
- Lionel Logue, orthophoniste ;
- Charles Marx, résistant et homme politique luxembourgeois, figure du Parti communiste luxembourgeois ;
- David Mélé, rugbyman qui évolue au poste de demi de mêlée ;
- Benjamin Millepied, danseur[9];
- Chris Moneymaker, joueur professionnel de poker ;
- Marc Oraison, prêtre ;
- Larry Page, cofondateur de Google et inventeur du procédé PageRank
- Jean-Baptiste de Laigue d'Oraison, Claude II d'Oraison, et André d’Oraison, tous trois évêques ;
- Yves Patenôtre, archevêque ;
- Fabien Pelous, rugbyman[9];
- Stéphane Peterhansel, pilote moto ;
- Marius Petipa, danseur, maître de ballet et chorégraphe français populaire en Russie ;
- Jérémy Pied, footballeur professionnel ;
- Lucien Plantefol, botaniste ;
- Maria Pognon, journaliste ayant milité pour l'égalité salariale hommes-femmes ;
- Henri Poincaré, mathématicien ;
- Pierre Poivre, botaniste ayant introduit la culture des épices dans les colonies françaises ;
- Edmond Pottier, spécialiste des vases grecs antiques ;
- Francine Prose, romancière ;
- Emilio Prud'Homme, avocat ;
- Bob Rock, producteur de musique canadien ;
- Jean-Claude Romand, mythomane (puis criminel), qui a fait croire à ses proches pendant dix-huit ans à un cursus d'études et une carrière de médecin inexistants ;
- Olivier de Serres, inventeur de l'agronomie ;
- Eugène Scribe, librettiste et dramaturge ;
- Eugène Terre'Blanche, défenseur de l'apartheid et du projet de création d'un État blanc en Afrique du Sud (le Volkstaat) ;
- Marisol Touraine, femme politique française, élue du département d'Indre-et-Loire correspondant à l'ancienne province de Touraine ;
- Arnaud Tournant, cycliste français, spécialiste de la piste (et qui donc tourne en rond sur une piste) ;
- Famille Trafficante, figure de proue de la Cosa Nostra ;
- James Traficant, homme politique condamné pour fraude fiscale, corruption, racket, évasion fiscale et entrave à l’exercice de la justice ;
- George Francis Train, constructeur américain des chemins de fer ;
- Dr Alain Vadeboncoeur, médecin, chef de service et fondateur du Service de médecine d’urgence de l’Institut de cardiologie de Montréal ;
- Marco Velo, cycliste professionnel[8] ;
- Dominique Venner, spécialiste de l'histoire de la chasse et de la vénerie ;
- Marilyn vos Savant, femme considérée comme ayant le quotient intellectuel le plus élevé au monde ;
- Scott Speed, pilote de course américain.
- Amy Winehouse, chanteuse britannique dont le nom de famille peut se traduire par la « maison du vin »[11], est morte d'une overdose d'alcool[12].

## Contraptonyme
À l’inverse, certaines personnes portent un nom contredisant leur activité ; on parle alors de contraptonyme ou contre-aptonyme. Exemples :
- Adrian Carton de Wiart, militaire ayant survécu à de nombreuses blessures et mutilations ;
- David Douillet, judoka français, champion olympique en catégorie plus de 95 kg ;
- Henry Frisquet, cofondateur d'une entreprise de chaudières ;
- Muriel Fusi, militante anti-chasse ;
- Ciro Immobile, footballeur italien évoluant au poste d'attaquant ;
- François Malfait, architecte belge
- Ian Nepomniachtchi (en russe, littéralement : « Ne se souvenant pas »), grand maître international du jeu d'échecs ;
- Emmanuel Payen, prêtre catholique ;
- Élisée Reclus, géographe qui a écrit des guides pour voyageurs ;
- Véronique Sanson, chanteuse[13],[14].

## Autres termes
La langue anglaise utilise également le terme « charactonym » lorsque l'aptonyme est le nom d'un personnage de fiction, mais ce vocable n'a pas d'équivalent en français.